# Соуза (род)
Со́уза (порт. Sousa, коимбрский диалект; Со́за — лиссабонский диалект) или же, согласно некоторым португальским источникам, Дом Со́уза (порт. Casa de Sousa) — один из наиболее древнейших знатных родов Португалии. Своя ветвь рода имеется в Испании. Во времена Великих географических открытий носители фамилии появились в Индии и Латинской Америке. К настоящему времени фамилия получила большое распространение как в португалоязычных, так и испаноязычных странах, а также в Галисии.

## Произношение и орфография
В португальском языке Португалии встречается 2 варианта произношения фамилии Sousa: первый из них коимбрский с дифтонгом [ou̯] — Соуза, второй — лиссабонский с закрытым гласным [o], который передаётся при написании в русском языке как Соза (аналогично оппозиции Доуру и Дору). Фонетическую транскрипцию с указанием этих двух вариантов португальские источники представляют следующим образом: [ˈso(w)zɐ]. В Бразилии и африканских португалоязычных странах используется 2-й вид произношения с дифтонгом: Соуза. 
До начала XX века в Португалии встречались различные варианты орфографии: Sovsa, Souza, Sousa. После принятия орфографической реформы 1911 года используется единая норма Sousa. На картине в Гербовом зале дворца в Синтре используется множественное число Sovsas, что обозначает членов всего семейства, всего рода.

## Происхождение
В Португалии носящее фамилию Соуза семейство считается самым древним. Настолько древним, что в Испании нет ему подобного, предшествующего по времени появления. Согласно «Книге родословных» (Livro de Linhagens) Педру Афонсу, все родословные книги Португалии и Испании упоминали знатность этого рода. 
Прародители дома Соуза известны ещё с начала IX века, когда жил дон Соейру Белфажер (D. Soeiro Belfager). С его упоминания начинаются описания родословной рода Соуза как в «Старых книгах» (Livro Velho I & II), так и в Главе 22 «Книги родословных графа дона Педру». От этого прародителя по мужской линии произошёл первый носитель фамилии дон Эгаш Гомеш де Соуза (D. Egas Gomes de Sousa), родившийся в 1035 году. По некоторым сведениям, фамилию эту ему дал король Кастилии и Леона Альфонсо VI. 
Первые владения прародителей дома Соуза располагались в Панояш (Panoias) между горной грядой Маран (Serra do Marão) и рекой Туа (Тuа); и от Доуру до Мурса (Murça). В Фелгейраш, своём первом укреплённом месте обитания (порт. solar), эти фидалгу основали монастырь Помбейру (Mosteiro de Pombeiro). Набрав силу и могущество, распростёрли владения до реки Соуза, на берегах которой основали своё второе укреплённое место. Фамилия рода топонимического происхождения — дана по названию небольшой реки Соуза (около 50 км длиной, приток Доуру, частично снабжает водой город Порту). Название реки перешло к собственникам близлежащих земель. В свою очередь название реки происходит от лат. Saxa < лат. saxea — текущая среди камней.

## Герб

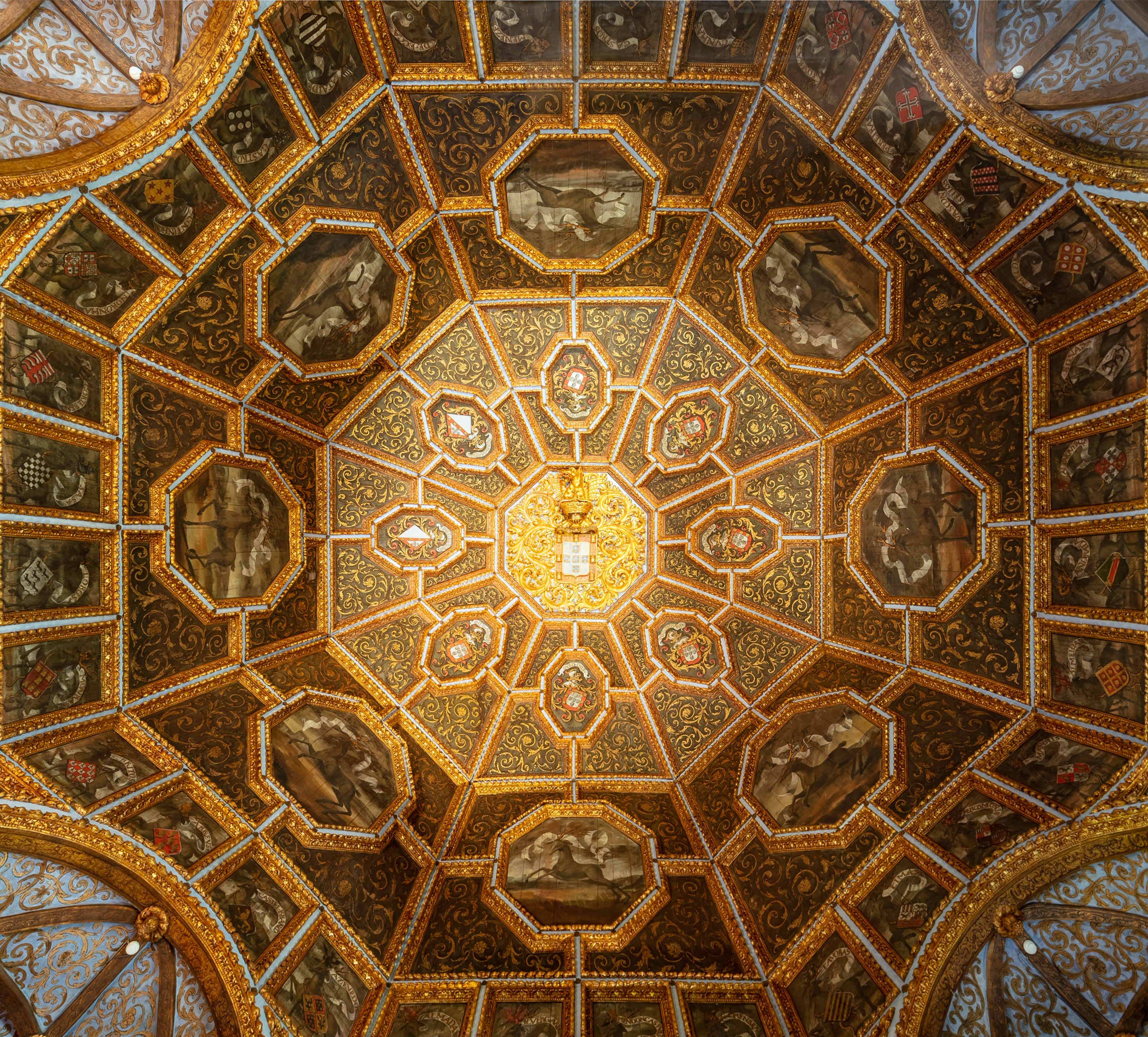
Герб Соуза в Гербовом зале Национального дворца в Синтре

В армориале «Книга знати и усовершенствованных гербов» герб рода Соуза изображён в начале рубрики о знатных семействах, занимая 13-ю позицию (f. X v). Как и в случаях с другими картинами Гербового зала Национального дворца в Синтре (кроме королевской семьи), герб знатного рода Соуза помещён на геральдический щит, который несёт олень, а нашлемник изображён между его рогов. Герб рода Соуза расположен ниже герба инфанта Энрике (Inf. D. Enriqve > Enrique) в 1-м поясе гербов особо знатных фамилий — 4-й справа в одном ряду с Мелу, Вашконселуш и Перейра (Melos, Vasconcellos, Pereiras, Sousas).
Щит разделён на 4 части. На серебряных полях 1-й и 4-й четвертей расположены 5 синих щитков в форме прямого креста, каждый из них несёт по 5 золотых безантов; на красную кайму помещены 7 золотых за́мков; сверху наложена нить в виде косой черты. На красных полях 2-й и 3-й четвертей по одному щитку, составленному из 4-х соединённых щитков (порт. caderna). Нашлемник: золотой за́мок.

## Представители

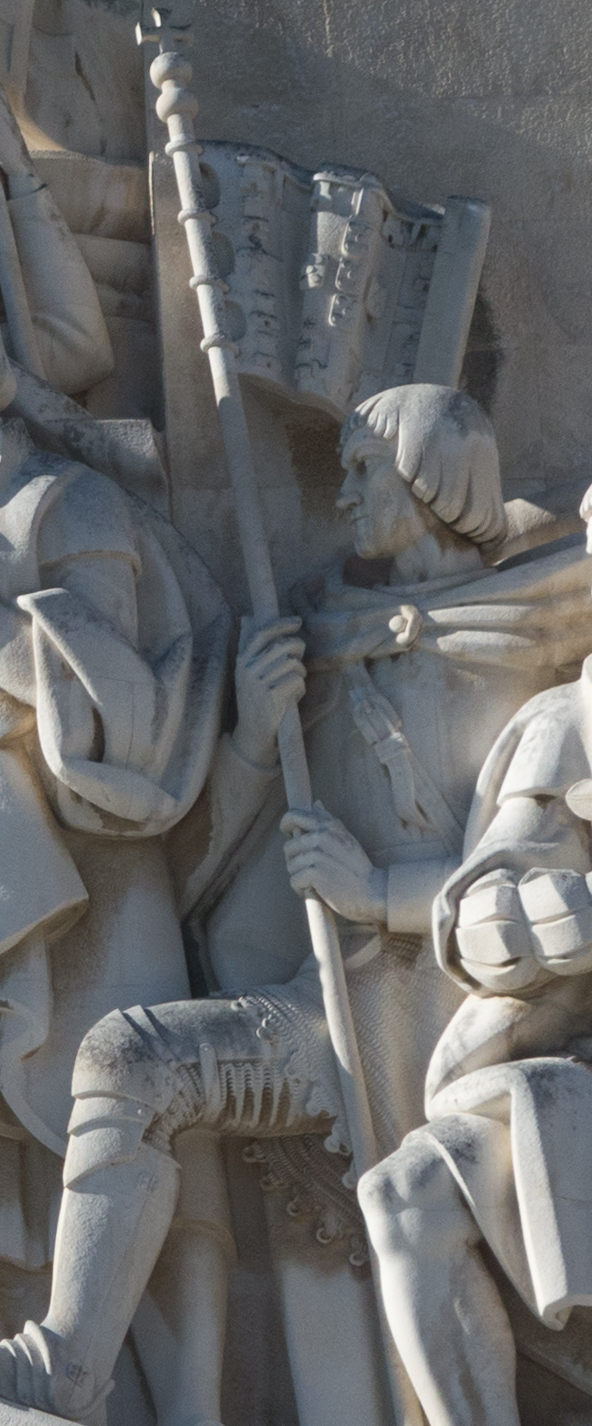
Скульптура Мартина Афонсу де Соузы на памятнике первооткрывателям, Лиссабон

Португальские короли имели любовниц из знатных семейств, от которых рождались внебрачные дети (бастарды). Консолидирующая политика монархов Афонсу III и Диниша I сводилась к тому, чтобы сыновей от таких браков женить на наследницах знатных фамилий, а дочерей выдавать замуж за их наследников. Ж. А. де Сотомайор Пизарру (José Augusto de Sottomayor Pizarro) показал, что беглый взгляд на генеалогическое древо королевской семьи в итоге быстро выявляет родословные, которые занимают важнейшее положение в иерархии знати второй половины XIII и первой половины XIV веков — это семейства Соуза, Риба де Визела, Телеш, Валадареш, Бритейруш и Пашеку (Sousas, Riba de Vizela, Teles, Valadares, Briteiros, Pachecos). Автор генеалогического исследования отметил, что некоторые представители данного рода имели особый статус, занимая положение ниже инфантов королевской семьи, но выше своих сородичей, поскольку в них текла королевская кровь. Они были родственниками королей.
Многие известные члены семьи Соуза занимали высокие посты, назначались на ответственные должности (алкайда, посла, губернатора, канцлера, священнослужителя высшей степени священства католической церкви — приора, епископа; и т. д.). Так, например, Диогу де Соуза был архиепископом Браги, Лопу Диаш де Соуза — магистром ордена Христа. Относительно владеемого имущества были среди них и сеньоры, и рикуомен (порт. rico homem), владевшие различными землями (Баиян, Беринжел, Риу Парду, Миранда, Мортагуа, Сагреш, Соза < Soza). Кроме того были также придворные на службе королю. Представители рода (не каждый) обладали всеми известными благородными титулами: 
- герцогов (герцоги де Палмела, герцоги да Терсейра)
- маркизов (маркизы де Арроншеш, маркизы де Борба, маркизы даж Минаш, маркизы де Санта Ирия, маркизы ду Фуншал)
- графов (графы де Алва, графы де Вила Реал, графы де Вила Флор, графы Вимиейру, графы де Каминья, графы де Каштелу Мельор, графы де Линьяреш, графы де Мариалва, графы де Миранда, графы де Мурса, графы де Одемира, графы ду Праду, графы ду Риу Парду, графы ду Редонду, графы де Сабугал, графы ду Фуншал)
- виконтов (виконты де Мешкитела, виконтесса де Пиндела)
- баронов (бароны де Алвиту, бароны да Иля Гранде де Жоанеш)

Ветви рода Соуза
- Соуза де Алкоэнтре (Sousas de Alcoentre)[15]
- Соуза ду Кальяриш (Sousas do Calhariz)[13]
- Соуза графов ду Редонду (Sousas dos Condes do Redondo)[16]
- Соуза Фернана Нуфиеса (Sousas de Fernan Nufíez)[17]
- Соуза де Толеду (Sousas de Toledo)[18]

Были и предатели, переходившие на сторону врага. Так, например, все владения Гонсалу Родригеша де Соузы, ушедшего в 1384 году в Кастилию, были конфискованы и переданы Мену Родригешу де Вашконселушу.
Один из славных представителей рода Соуза — Мартин Афонсу де Соуза, первый королевский губернатор Бразилии (Новой Лузитании), губернатор Индии — представлен на памятнике первооткрывателям в Лиссабоне. Камоэнс, гениальный португальский поэт и автор героического эпоса «Лузиады», дважды упоминал имя полководца в своём творении (Песнь X, октавы 63 и 65). В октаве 63 он выступает в качестве могучего и славного героя:
63
Бразды правленья сын твой передаст
Могучему и славному герою,
Который всю Бразилию потряс
Упорством и отвагой боевою.
И галльских он пиратов много раз
Обуздывал железною рукою,
И в Индии близ моря-океана
На стогны первым вступит он Дамана.
Перевод О. А. Овчаренко
В той же Песне X национальный поэт Португалии отметил подвиг ещё одного представителя данного знатного семейства — Педру де Соузу, военного коменданта Ормуза в 1563—1566 годах:
104
И Соуза, что доблестью военной
В земле известен станет отдалённой,
С отрядом небольшим, но дерзновенным
Здесь одолеет персов легионы.
Затем Менезеш, воин несравненный,
Обрушится на персов обречённых,
И силою искусного удара
Одержит верх над недругом он ярым.
Перевод О. А. Овчаренко